# El Venado, Santa María Tonameca
El Venado är en ort i Mexiko.   Den ligger i kommunen Santa María Tonameca och delstaten Oaxaca, i den sydöstra delen av landet, 500 km sydost om huvudstaden Mexico City. El Venado ligger 13 meter över havet och antalet invånare är 363.
Terrängen runt El Venado är platt åt sydväst, men åt nordost är den kuperad. Havet är nära El Venado åt sydväst.  Närmaste större samhälle är San Pedro Pochutla, 15,3 km öster om El Venado. 